# Средњосибирска висораван
Средњосибирска висораван (рус. Среднесибирское плоскогорье; јакут. Орто Сибиир хаптал хаиалаах сире) је висораван (плато) у источном делу Русије, тј. источном делу Сибира и простире се територијом Јакутије, Краснојарске Покрајине и Иркутске области.
Висораван је на југу омеђена планским венцом Источног Сајпана, те Прибајкалским и Забајкалским венцом планина. На западу, Западносибиром низијом (равницом), на северу Северносибирском низијом, а на истоку Средњојакутском низијом.
Код Средњосибирске висоравни се смењују широки појас висоравни (платоа) и гребена. Највећа висина је 1701 м (Плато Путорана). 
Долинама Средњосибирске висоравни простиру се подручја шума и степа.
У оквиру висоравни су налазишта никла, бакра, руде гвожђа, угља, графита, соли, нафте и природног гаса.
Реке са висоравни су у сливу Арктичког океана, од којих су највеће: Доња Тунгуска, Поткамена Тунгуска, Ангара, Лена и десне притоке Виљуј, Хатанга и река Котуј.

## Географија
Плато заузима велики део централног Сибира између река Јенисеј и Лене. Налази се на Сибирској платформи и простире се на површини од 3.500.000 km2 (1.400.000 sq mi), између Јенисеја на западу и Средње jакутске низије на истоку. На југу је омеђен планинама Алтај, гребеном Салајр, Кузњецкијевим Алатауом, источним и западним Сајанским планинама и другим планинама Туве, као и Северним Бајкалским висоравни и Бајкалским планинама. Северно од висоравни простире се Северносибирска низија, а на истоку висораван уступа место Централнојакутској низији и Ленској висоравни.
Површину Средње Сибирске висоравни карактерише смењивање широких платоа и гребена, од којих су неки оштро назубљени. Централносибирска висораван покрива једну трећину Сибира.
|  |  |

### Подплатои и подопсези
Систем Централносибирске висоравни обухвата низ мањих висоравни и подобласти, укључујући, између осталог, следеће:
- Висораван Путорана,[10] најсеверозападнија, највиша тачка планина Камен (највиша висоравни система) 1.678 m (5.505 ft)
- Анабарска висораван[11][12] на северном крају, највиша тачка 905 m (2.969 ft)
- Висораван Виљуј, највиша тачка 962 m (3.156 ft)[13][14]
- Плато Сиверма, највиша тачка Наксон, 1.035 m (3.396 ft)[15][16]
- Тунгуска висораван, највиша тачка 866 m (2.841 ft)[17]
- Висораван Лена, највиша тачка 700 m (2.300 ft).[18][19] Резерват природе Ољокма се налази на источној страни, делом у оквиру суседне алданске висоравни.[20]
- Плато Лена-Ангара, највиша тачка Намај, 1.509 m (4.951 ft)
- Јенисејски ланац, највиша тачка 1.125 m (3.691 ft)
- Венац Ангара, највиша тачка 1.022 m (3.353 ft)

## Клима
Клима је континентална са кратким топлим летима и дугим и веома хладним зимама. Већи део територије је прекривен четинарским шумама (ариш је посебно богат). Главна река висоравни је Доња Тунгуска. Геолошки познати као Сибирске замке, минерални ресурси овде су веома богати и укључују угаљ, руда гвожђа, злато, платина, дијаманти и природни гас.